# Karl Oltersdorf
Karl Oltersdorf (* 13. Oktober 1889 in Bromberg; † 10. Dezember 1973 in Ost-Berlin) war ein deutscher Widerstandskämpfer gegen den Nationalsozialismus und Gewerkschaftsfunktionär.

## Leben
Als uneheliches Kind im damaligen Bromberg geboren, wurde er im Alter von drei Tagen von einer polnischen Pflegemutter aufgenommen. Seine Kindheit verlebte er in einem der ärmsten Viertel Berlins, am Koppenplatz. Gegen seinen Willen musste er wieder im Haushalt seiner leiblichen Mutter leben und als Zehnjähriger als Laufbursche arbeiten. Nach dem Schulbesuch durfte er keine Lehre antreten und musste in einem Berliner Kaufhaus arbeiten. Im Januar 1905 trat er dem gerade gegründeten „Verein der Lehrlinge und jugendlichen Arbeiter“ Berlins bei, der ersten deutschen Arbeiterjugendorganisation. Als Vertrauensmann organisierte er 1909 einen Lohnkampf der Transportarbeiter und wurde fristlos entlassen. Seiner Einberufung zum Kriegsdienst 1914 entzog er sich durch Hungerstreik. Er wurde 1914 SPD-Mitglied. Zeitweise gehörte er der USPD an, dann wieder der SPD. Im Februar 1920 wurde er hauptamtlicher Funktionär des Deutschen Transportarbeiterverbandes in Berlin. 1921/22 besuchte er die Akademie der Arbeit an der Universität in Frankfurt am Main. Oltersdorf wurde 1927 zum Sekretär der Bezirksleitung Berlin des Gesamtverbandes der Arbeitnehmer der öffentlichen Betriebe und des Personen- und Warenverkehrs (Gesamtverband) gewählt und zugleich Vorsitzender der SPD-Fraktion innerhalb des Verbandes. Er war auch als Landesarbeitsrichter des Allgemeinen Deutschen Gewerkschaftsbundes (ADGB) tätig.
Ab 1933 baute er Widerstandsgruppen in den Verkehrs- und Handelsbetrieben Berlins auf und wurde im Mai 1935 von der Gestapo verhaftet. Vom 22. bis 26. September 1936 stand er zusammen mit weiteren 13 Sozialdemokraten vor dem Volksgerichtshof. Seine Mitangeklagten und bis auf Heinz Wobschall Mit-Verurteilten waren: Alfred Markwitz, Walter Riedel, Paul Siebold, Walter Löffler, Michael Hirschberg, Hans Rakow, Otto Schieritz, Rudolf Vogel, Jaroslav Hrbek, Otto Elchner, Erich Cichocki und Karl Pieper. Der 2. Senat unter dem Vorsitz des Volksgerichtsrats Jenne verurteilte ihn wegen „Vorbereitung eines hochverräterischen Unternehmens unter erschwerenden Umständen“ zu einer Zuchthausstrafe von sechs Jahren und zum Verlust der bürgerlichen Ehrenrechte auf die Dauer von fünf Jahren. Seine Kerkerstationen waren: Prinz-Albrecht-Straße, Columbia-Haus, Moabit, Sonnenburg und Zuchthaus Brandenburg-Görden. Er wurde 1940 aus dem Zuchthaus entlassen, aber unter Polizeiaufsicht gestellt. Oltersdorf war ab 1928 wohnhaft in Berlin N58 (Prenzlauer Berg), Hiddenseer Straße 4, er war verheiratet, bis dahin nicht vorbestraft und hatte einen Sohn, der 1945 in der Haftanstalt Torgau umgebracht wurde.

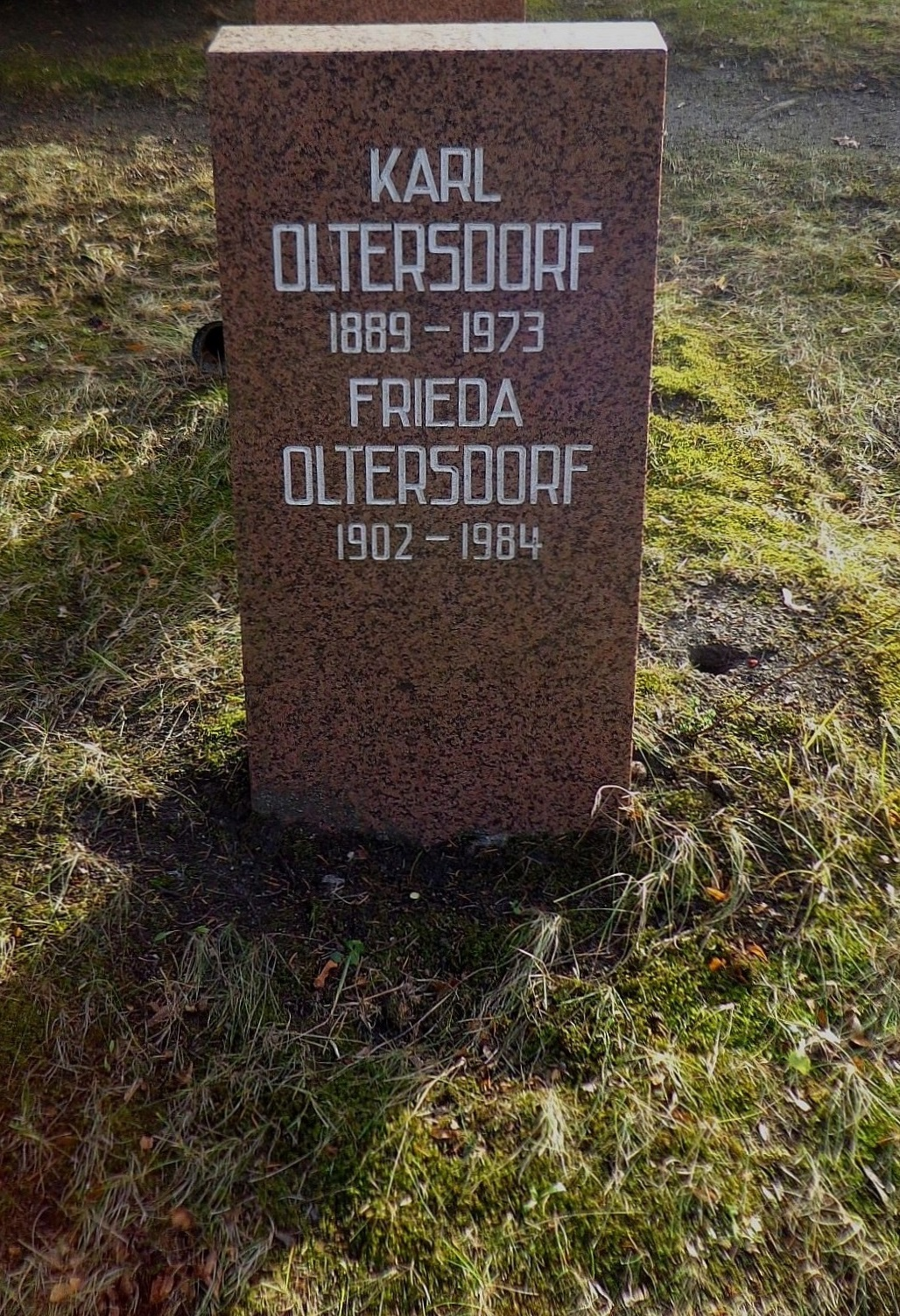
Grabstätte

Nach der Befreiung vom Nationalsozialismus 1945 wurde er wieder Mitglied der SPD und 1946 durch die Zwangsvereinigung von SPD und KPD der SED, für deren Gründung er sich eingesetzt hatte. Im Juni 1945 wurde er mit der Leitung der IG Öffentliche Betriebe und Verwaltungen Berlins betraut und im Frühjahr 1946 mit dem Aufbau einer Gewerkschaft Öffentliche Betriebe und Verwaltungen für die gesamte Sowjetische Besatzungszone, deren erste Delegiertenkonferenz ihn am 13. Juni 1946 in Meißen zum 1. Vorsitzenden wählte. Auf der 2. Delegiertenkonferenz im Oktober 1947 in Jena wurde er erneut zum 1. Vorsitzenden gewählt. Er war auch Mitglied des FDGB-Bundesvorstandes geworden. 1948 kam es zu einer Kontroverse zwischen der SED-Führung und ihm wegen der Einschätzung des fachlichen Charakters der Bereitschaften der Volkspolizei. Oltersdorf drängte auf eine gewerkschaftliche Organisation der Polizei, was mit den Absichten der Parteispitze der SED nicht im Einklang stand. So wurde er bald von seiner Gewerkschaftsfunktion entbunden. In seinem Lebenslauf, der 1969 veröffentlicht wurde, nennt er dafür gesundheitliche Gründe. Nachdem er 1949 zum Vorsitzenden der neugegründeten Gewerkschaft Verwaltung, Banken, Versicherungen gewählt worden war, musste er nach einem dreiviertel Jahr wegen seines schlechten Gesundheitszustandes ins Krankenhaus und seine Arbeit als hauptamtlicher Gewerkschaftsfunktionär aufgeben. Von 1953 bis 1963 gehörte er der Zentralen Revisionskommission des FDGB an. Von 1958 bis 1963 war er Präsident, anschließend Mitglied des Ständigen Ausschusses der Deutschen Arbeiterkonferenzen.
Seine Urne wurde in der Grabanlage Pergolenweg des Berliner Zentralfriedhofs Friedrichsfelde beigesetzt.

## Auszeichnungen
- 1954 Vaterländischer Verdienstorden in Silber und 1969 in Gold
- 1955 Fritz-Heckert-Medaille
- 1959 Orden Banner der Arbeit
- 1964 Karl-Marx-Orden